# دوقية بافاريا
دوقية بافاريا (بالألمانية: Herzogtum Bayern)‏ هي دولة سابقة كانت جزءا من الإمبراطورية الرومانية المقدسة وبعدها تطورت لتصبح دولة ذات نظام دوقي، وأنهارت بعد أحتلالها من قبل الفرنسيين في عام 1623، وحاليا تعتبر بافاريا منطقة فدرالية في ألمانيا وعلم مدينة ميونيخ الحالي هو علم دوقية بافاريا سابقا.

## الجغرافيا
غطت الدوقية البافارية جنوب شرق ألمانيا الحالية ومعظم أراضي النمسا حتى حدودها مع هنجاريا ومعظم شمال إيطاليا وأجزاء من سلوفينيا ومناطق شاسعة وواسعة من منطقة جبال الألب، لكن بدئت أراضيها بالأنخفاض مع أقتراب عام أنهيارها.